# Thecla aganippe
Thecla aganippe är en fjärilsart som beskrevs av Goodson 1945. Thecla aganippe ingår i släktet Thecla och familjen juvelvingar. Inga underarter finns listade i Catalogue of Life.